# Athripsodes bomana
Athripsodes bomana is een schietmot uit de familie Leptoceridae. De soort komt voor in het Afrotropisch gebied.